# 이영호 (1913년)
이영호(1913년~1988년 6월 15일)는 대한민국의 정치인이다. 제7대 국회의원을 지냈다.

## 역대 선거 결과
|  | 50.6% |

|  | 40.38% |